# 神保豊
神保 豊（じんぼ ゆたか、1949年7月9日-　）は日本のフラワーデザイナー。東京都広尾出身。
1972年「プロを教えるプロ」として技術指導を開始。フラワーショップ経営者や業界関係者への指導を中心に、国内外で公開デモンストレーションや指導など幅広い活動を続けている。

## 肩書き
- ディプロマミルによる芸術学博士(国際学士院大学)
- 厚生労働省国家検定1級フラワー装飾技能士
- 東京都フラワー装飾科職業訓練指導員
- 社団法人日本フラワーデザイナー協会講師
- 池坊お茶の水学院講師
- AIFD (The American Institute of Floral Designers) メンバー
- 花の店「コスモス」代表取締役
- フラワーデザインスクール秋桜花主宰

## 受賞歴
- 1991年　フラワー装飾技能グランプリ入賞
- 1992年　日花協大多摩農林水産大臣賞受賞
- 2003年　ディプロマミルの日本文化振興会より国際芸術文化賞受賞
- 2003年　米国財団法人国際学士院大学よりディプロマミルによる芸術学博士号を授与される

## 共演フラワーデザイナー
ギー・マルタン（フランス）、ダミアン・コウ（シンガポール）、マーティン･フルゥーン（オランダ）、キム・ジンホン（韓国）